# Les Plains-et-Grands-Essarts
Les Plains-et-Grands-Essarts è un comune francese di 208 abitanti situato nel dipartimento del Doubs nella regione della Borgogna-Franca Contea.

## Società

### Evoluzione demografica
Abitanti censiti